# Dolmen de la Daguinais
Le dolmen de la Daguinais est situé à Liffré dans le département français d'Ille-et-Vilaine.

## Description
Le dolmen a été découvert en 2008 lors d'une prospection menée par le CERAPAR en forêt de Liffré. Le dolmen est ruiné. Il comporte une dizaine de blocs de grès veiné de quartz. Deux orthostates de respectivement 1,06 m et 1,28 m sont encore debout. La table de couverture, de forme triangulaire, est couchée au sol. Elle mesure 2,20 m de côté.